# 58152 Natsöderblom
58152 Natsöderblom este un asteroid din centura principală, descoperit pe 12 august 1988, de Freimut Börngen.